# Свештеномученик Ермолај
Свештеномученик Ермолај Никомедијски je ранохришћански мученик, који је страдао заједно са свештеномученицима Ермипом и Ермократом у Никомедији.
Према житију Св. Пантелејмона, Ермолај је био презвитер, као и Ермип и Ермократ у Никомедији. Током прогона хришћана од стране цара Максимијана 305. године страдало је двадесет хиљада мученика (помињу се 28. децембра по црквеном календару) он је нашао уточиште у некој приватној кући. Након тога наставио је да проповеда јеванђеље незнабошцима, скривајући се од прогонитеља. Међу преобраћенима био је и будући мученик Пантелејмон, кога је примио хришћанство након богонадахнутог разговора с Ермолајем.
Када је Пантелејмон ухапшен и изведен на мучење признао је да је хришћанин и ко му је учитељ, не желећи да слаже. Због тоха су одмах ухапшени Ермолај и његови пријатељи Ермип и Ермократ. При испитивању они су смело исповедили да је Исус Христос истинити Бог, и одбили да се поклоне идолима цара Максимијана. Због тога су сви осуђени на смрт и посечени мачем.
О њиховом страдању опширније се говори у житију Светог великомученика Пантелејмона — 27. јул по црквеном календару.
Један део моштију Светог Ермолаја чува у Цркви Св. Симеона у Венецији, други — у Катедрали Беневенто.
Православна црква помиње свештеномоученика Ермолаја 26. јула по јулијанском календару.